# Llac Trasimè
|  | Per a altres significats, vegeu «Batalla del llac Trasimè». |

El llac Trasimè (en italià: Trasimeno) és un dels més grans i importants llacs italians, situat a la regió d'Umbria(antiga Etrúria), entre els municipis de Cortona i Perusa. Té uns 18 km de llarg i uns 15 d'ample. A diferència d'altres llacs de la regió, no és d'origen volcànic i no és gaire fondo. Les ciutats principals a la seva rodalia són Perusa, que li dona el seu nom modern alternatiu (Lago di Perugia, en català llac de Perusa), uns 15 km a l'est, Clúsium a uns 15 km al sud-est, i Cortona a uns 12 km al nord-oest. El nom de Trasimè fou formalment adoptat durant el període feixista i avui és el nom oficial.

## Geologia i hidrologia
La geografia que envolta aquest llac presenta la forma d'un amfiteatre natural format per un seguit de turons que emmarquen la seva superfície, 126 km², el llac més gran de la Itàlia peninsular, inscrit dins el Parc Regional del mateix nom. La costa oest s'estén en una àrea plana oberta a la Val di Chiana. El nord-oest del Trasimè marca la frontera entre la província de Perusa, de la qual el llac en forma part completament, i amb la veïna província de Siena i la d'Arezzo.
L'origen de la formació de la seva conca està relaciona amb els fenòmens tectònics que van acompanyar la fase final de l'orogènia dels Apenins. El llac és alimentat principalment d'aigua procedent de les pluges i dels torrents Rigo Maggiore, Tresa, Moiano i Maranzano, que conflueixen a un afluent artificial anomenat Anguillara que condueix tots aquests cursos d'aigua cap al llac Trasimè. Paganico i Pescia són dos torrents que desemboquen directament al llac. El Trasimè té un emissari artificial, construït per desviar les seves aigües cap al riu Tíber quan està massa ple

## Fets històrics
La zona va estar habitada ja en època prehistòrica, les troballes que s'han recollit d'aquell temps es poden veure al Museu arqueològic nacional d'Umbria.
El llac és cèlebre per la batalla del llac Trasimè i la victòria obtinguda per Hanníbal sobre el cònsol romà Gai Flamini el 217 aC, una de les derrotes més importants dels romans al llarg de la seva història. Hanníbal havia acampat a Faesulae i l'exèrcit romà era a Arretium; Hanníbal es va moure cap a la vall de l'Arno i va passar prop de les forces romanes en direcció a Roma (per Perúsia); els romans el van seguir; quan Hanníbal havia passat Cortona i era prop de la riba nord del llac, es va assabentar que els romans el seguien, va decidir esperar-los, ja que ocupava una posició dominant als anomenats monts Cortonenses (avui muntanyes Gualandro). Flamini va avançar l'endemà i fou atacat per tots costats; quedaren sorpresos els romans, que van patir una matança; el mateix cònsol Flamini va morir i la major part dels seus soldats van morir a mans dels cartaginesos. Un grup de sis mil romans va poder ocupar un turó, però va quedar aïllat i l'endemà es va rendir a Maharbal. Van morir setze mil romans. Al lloc central de la batalla, hi havia un rierol que encara avui dia es diu Sanguineto. La batalla fou escrita per Livi i Polibi, especialment pel primer.
L'any 1422 Braccio da Montone, senyor de Perugia, va fer construir un emissari, d'una llargada de gairebé un quilòmetre que va soterrat la major part. Aquesta obra no va resoldre totalment els problemes existents i per això Leonardo da Vinci va fer un projecte amb un enginyós sistema hidraulic, que mai es va portar a la pràctica, el qual proposava regular l'excés de flux dels llacs Trasimè i el Chiusi, amb aportacions al Tíber i l'Arno. A la segona meitat del segle xvi el Papa Sixt V va decidir desviar els únics afluents naturals del Trasimè, el Rigo Maggiore i la Tresa, cap al llac de Chiusi. Entre els segles xviii i xix es va provar de fer una altra reducció del cabal amb drenatges.

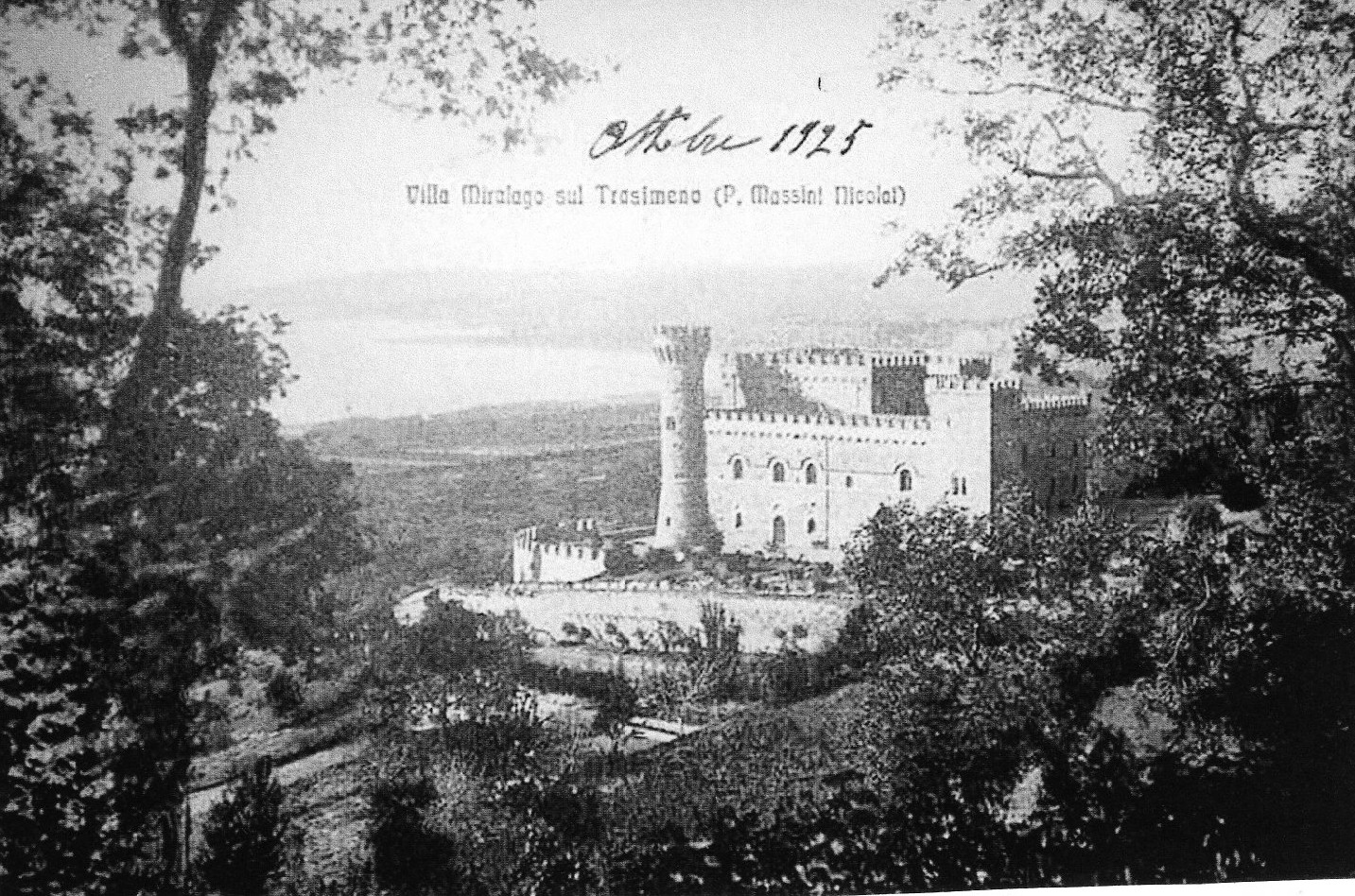
castell dels Borgia, a la vora del llac

Després d'anys de dures batalles entre l'administració de l'Estat i alguns propietaris, entre el 1896 i el 1898 el Consorci de Recuperació presidit per Guido Pompilj va poder realitzar un nou emissari, paral·lel ala del segle xv, amb una longitud de 7 km i una capacitat de 12 m³/s. Es va evitar així l'assecat artificial (per al qual ja s'havia concedit una concessió) i es va resoldre el problema de les inundacions i el consegüent perill de malària. Entre els anys quaranta i cinquanta del segle xx, a causa de l'ús intensiu de les seves aigües, va haver una reducció del llindar del nou emissari a favor dels poderosos terratinents. Aquesta greu crisi d'aigua va afectar el Trasimè, que fins i tot corria un greu risc d'assecar-se, amb una profunditat màxima que va caure als 2,93 metres al final dels anys cinquanta. El 1952 es van tornar a introduir els afluents naturals Tresa i Rio Maggiore, i la recuperació es va produir a partir del 1958.
Recentment, el Llac Trasimè va entrar en una nova crisi d'aigua, potser més gran que la dels anys cinquanta: la seva profunditat màxima és actualment de 4,30 metres, però entre el 2007 i el 2008 es va reduir en 78 cm. Gràcies a les abundants pluges de l'octubre 2011 i el març del 2012, el nivell del llac ha augmentat de forma espectacular (més d'un metre) i ha arribat a augmentar un mínim de 40 cm en comparació amb el zero hidromètric situat en 257,33 msnm. Les precipitacions de la primavera del 2013 van permetre que la conca d'Umbria augmentés almenys en 29 cm, un registre que segons els tècnics de la província de Perusa no es veia des de feia vint anys. Al febrer del 2014, el Trasimè va aconseguir de nou, després de 25 anys, el zero hidromètric.
Des del 2006 el llac Trasimè forma part de l'associació internacional "Living Lakes".

## Fauna
Mamífers
Els mamífers típics de la zona són: la guineu, el porc espí i el senglar; ens trobem també amb un petit mamífer: la musaranya.
Aus
S'hi poden trobar, les variacions estacionals de la fauna d'aus a causa de la migració. I a més: el cabussó emplomallat, el corb marí gros, la fotja, el morell cap-roig, l'ànec xiulador, paons, faisans, ànecs silvestres i gavines.
Peixos
18 espècies estan presents, però només 5 d'elles són espècies indígenes no introduïdes per les persones. Aquestes espècies inclouen: el lluç de riu, la carpa, la tenca, Squalius squalus, Carassius, Alburnus arborella, gardí, perca de riu, anguila, perca americana, gambúsia, i alguns gobis (Pomatoschistus canestrinii, Knipowitschia panizzae).
Entre les espècies extintes es recorda Rutilus rubilio, anteriorment abundant que va desaparèixer pel principi de competència entre espècies causat per la introducció de Rutilus aula quan es van fer transvasaments als anys cinquanta.
Fa poc més d'una dècada, el llac Trasimè ha experimentat una forta contaminació ambiental amb la introducció d'espècies exòtiques de peixos com el peix gat, el carpí daurat, Rutilus aula, Pseudorasbora parva i el cranc vermell. Aquestes noves espècies exòtiques han entrat en competència amb les altres espècies que habiten el llac reduint-ne dràsticament la quantitat i comprometent la supervivència dels ja existents.
Rèptils i amfibis
Un monitoratge de l'àrea efectuat entre el 2002 i el 2005 ha permès censar fins a 7 espècies d'amfibis: Triturus carnifex, Triturus vulgaris meridionalis, Hyla intermedia, gripau comú, granota bergeri, granota ibèrica, granota àgil; i 9 espècies de rèptils: tortuga mediterrània, Trachemys scripta, Lacerta bilineata, Podarcis muralis, Podarcis sicula, Hierophis viridiflavus, Zamenis longissimus, Natrix natrix i Natrix tessellata.

## Vegetació
Les terres que envolten el llac són explotades amb el conreu de la vinya, per la producció d'un vi amb denominació d'origen  Colli del Trasimeno.

## Illes
Al llac Trasimè hi ha tres illes, en ordre de més a menys gran es diuen: la Polvese, la Maggiore i la Minore.

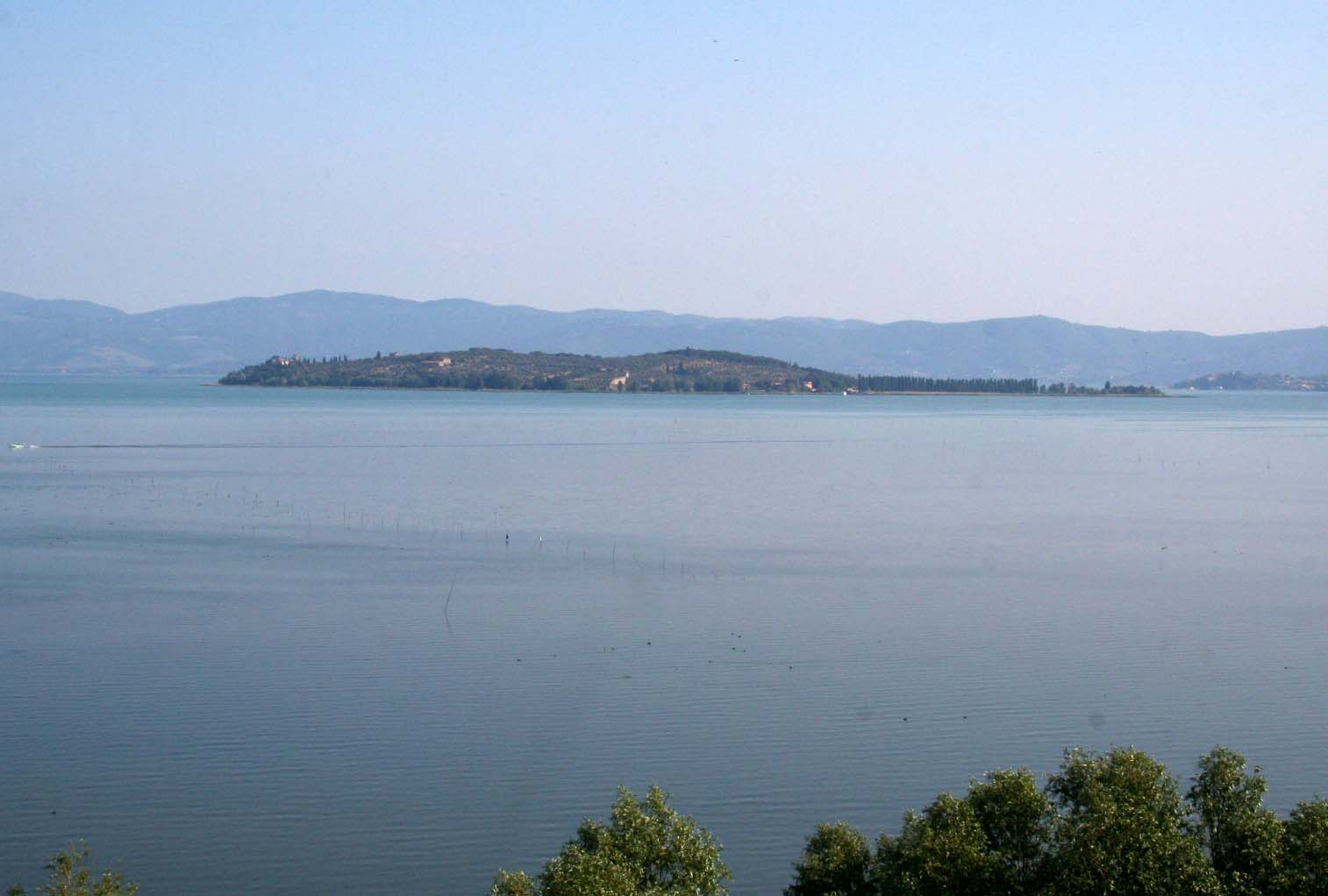
illa Polvese

- L'illa Polvese està situada a la part sud-oriental i ocupa 69,60 hectàrees. Des del 1995 la Província de Perusa, que n'era propietària des del 1973, l'ha declarada parc científico-didàctic perquè s'hi pugui desenvolupar activitats de recerca científica, experimentació i didàctica ambiental. A la banda oriental i meridional té una ampla zona humida que dona refugi a diverses espècies d'ocells i amfibis.

- L'illa Maggiore és l'única habitada de forma estable. Té 18 habitants (segons l'estadística del 2011) i té una superfície de 24 hectàrees, en un perímetre de 2 km. L'illa està connectada amb terra ferma a través d'un servei de transbordadors que enllacen amb dos municipis, Passignano sul Trasimeno i Castiglione del Lago. En aquesta illa creixen diferents tipus d'arbres: olivera, roure, pi, xiprer, àlbers i altres varietats mediterrànies.

- L'illa Minore s'eleva uns 20 m sobre la superfície del llac (a 258 msnm), té la forma d'una coma amb dimensions d'aproximadament 450 x 260 m i una superfície total de 0,05 quilòmetres quadrats. Està coberta per vegetació de bosc dens, incloent pins i alzines, que donen aixopluc a una gran colònia de corbs marins.

## Localitats

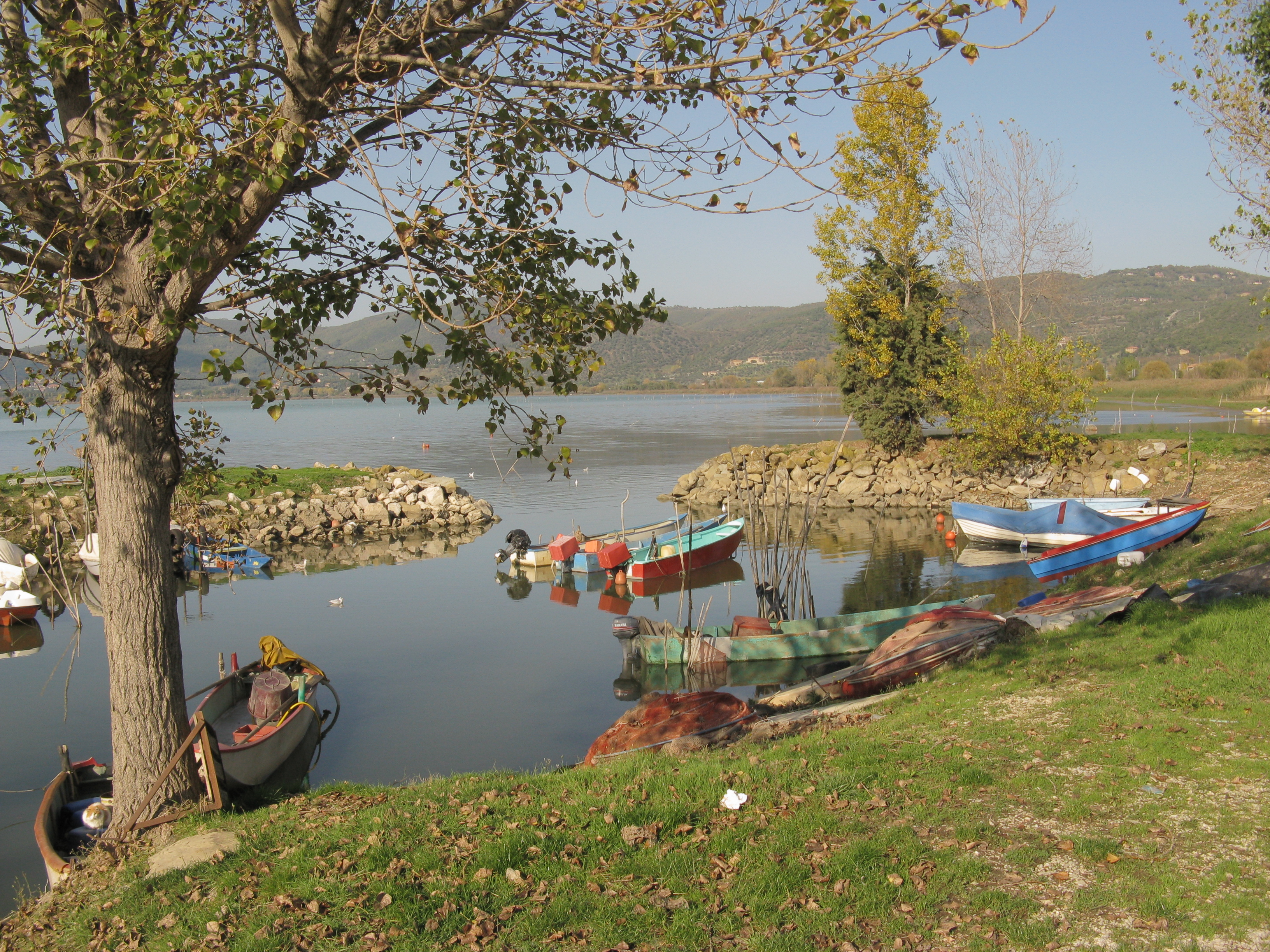
Port de Torricella

Els següents municipis tenen terres que limiten amb el llac:
- San Feliciano
- Monte del Lago
- Torricella
- Passignano sul Trasimeno
- Tuoro sul Trasimeno
- Borghetto
- Castiglione del Lago
- Panicarola
- Sant'Arcangelo
- San Savino

Els municipis que formen part de l'àrea que aporta aigües torrencials al llac són:
- Castiglione del Lago
- Città della Pieve
- Magione
- Paciano
- Panicale
- Passignano sul Trasimeno
- Piegaro
- Tuoro sul Trasimeno